# Frieserhäst
Frieserhäst, även kallad frisisk häst är en hästras av varmblodstyp som ursprungligen kommer från Nederländerna där den utvecklats i över 2000 år. Den har en mankhöjd på 150–170 centimeter (idealhöjden är 160–165 centimeter) och är alltid svart, utan några vita tecken. Ett kännetecken är även rasens kraftiga man och svans med tjockt tagel som ofta vågar sig, samt kraftigt hovskägg på benen. 
Idag pratar man även om den gamla typen gentemot den moderna typen. Den gamla typen var en kraftigare, mer kortbent typ av Frieser, som främst användes till jordbruk, och som avlades under 1800-talet och början av 1900-talet, medan den moderna typen är långbent och smäckrare. Rasen har fått sitt namn efter Friesland som ligger i norra Nederländerna. Frieserhästen används för både ridning och körning samt även i cirkusmanegen då hästarna är lättlärda med fina rörelser. Friesern är idag en mycket populär ras på grund av sitt speciella utseende och sitt stabila lynne, för att den är lättlärd och för sina höga och fina rörelser. 
Trots att Frieserhästen är populär är efterfrågan på rasen högre än det antalet hästar som avlas varje år. Idag finns cirka 60 000 Frieserhästar, varav enbart 80 är godkända avelshingstar. Unghingstarna får även genomgå hårda tester som pågår i hela 70 dagar, och enbart en promille av hingstarna blir godkända av rasföreningen. Idag finns även två andra typer av Frieserhäst, den frisiska sporthästen som är en mer atletisk typ baserad på korsningar med fullblodshästar eller Morganhästar. Det finns även en speciell avdelning för korsningar med arabiska fullblod, så kallade Arabo-Frieser.

## Historia
Frieserhästen har utvecklats i Friesland i Nederländerna i över 2 000 år med sina rötter i den primitiva Skogshästen, en kraftig häst som levt i skogarna i Skandinavien och norra Europa sedan istiden. Friesern räknas idag som en av världens äldsta kallblodsraser. Den romerska historieskrivaren Tacitus (55–120 e Kr) beskrev den frisiska hästen som en hästras med urgamla anor och dess värde som stark men lätt arbetshäst. Men Tacitus beskrev även rasen som ovanligt ful. 
Under medeltiden blev Friesland känt för sin avel av friesern som då var en stor och tung stridshäst som kunde bära upp en riddare med full utrustning under strid. Under cirka 1 000 år utvecklade man frieserhästen för att den skulle få vackrare drag då den användes av både frisiska och tyska korsriddare. Rasen förbättrades ytterligare under korstågen med inblandningen av de ökenhästar man tog som krigsbyte, då bland annat arabiska fullblod. Frieserhästen behöll dock fortfarande sina karaktäristiska drag även om det arabiska inflytandet än idag kan synas i hästens huvud och främst då nosryggen. Frieserhästarna kunde under den här tiden även finnas i många olika färger och inte bara svart. 
Blod från de berömda spanska hästarna blandades in i frieserhästen under frihetskriget (1572–1648) då Spanien ockuperade Nederländerna. Under denna tid var de spanska hästarna mycket populära och användes till att utveckla en lång rad hästraser. De spanska hästarna skickades även över till den amerikanska kontinenten som höll på att koloniseras av de spanska conquistadorerna. Det var även vanligt att adeln och hoven i Europa korsades sina inhemska hästar med spanskt blod för att förädla sina egna hästar. Karl X Gustav lät kring mitten av 1600-talet importera ett tiotal hingstar av friesertyp till Ottenby kungsgård på Öland, i syfte att förbättra den svenska kavallerihästen. 
Under det åttioåriga kriget 1568-1648 mellan Nederländerna och Spanien, förde spanjorerna med sig andalusiska hingstar som korsades med de friesiska stona. Flera berömda stuterier och furstehov hade Frieserhästar som paradhästar och för representation. Frieserhästarna beskrevs ofta vid den här tiden som "dansande" hästar på grund av sina speciella travrörelser med höga knälyft. Friesern användes dock fortfarande även som jordbrukshäst och körhäst då rasen i genomsnitt var mycket mindre än de flesta andra länders stridshästar. 
Redan år 1276 dokumenterades försäljning av de frisiska hästarna, då på en marknad i staden Münster i Nordrhein-Westfalen, Tyskland. Frieserhästar skeppades även till England. Men den största spridningen av hästarna kom under koloniseringen av Amerika under 1600-talet. Mellan 1647 och 1664 hette New York istället New Amsterdam och det har dokumenterats att många frieserhästar fördes hit till detta område så tidigt som 1625 av Ostindiska kompaniet. Frieserhästarna användes senare i aveln av bland annat morganhästen. När Australien koloniserades blev frieserhästen även skeppad dit och idag är rasen mycket populär i just Australien. Bland annat har man utvecklat den egna rasen warlanderhäst genom att korsa frieserhästar med andalusier. 
Friesern blev populär under utvecklingen av många andra europeiska hästar, till exempel württembergaren och oldenburgaren i Tyskland. Även den norska dölehästen utvecklades ur frieserhästen när holländska sjöfarare och handelsmän reste runt i Europa för att sälja tyger, boskap, svärd och även hästar. Många ponnyraser från Storbritannien bland annat Fellponny, Dalesponny och den utdöda rasen Old English Black förbättrades med hjälp av den svarta friesern vilket syns tydligt i fellponnyn som ofta beksrivs som en ponnyvariant av friesern. Friesern är även en direkt förfader till shirehästen. 
Vid 1800-talets början blev dock förutsättningarna för avel av stridshästar förändrade. Hästarna skulle nu vara lättare och snabbare än förut. Många av de föregående hästraserna dog ut för att ersättas med lättare varmblodshästar, samtidigt och ädlare hästar av barocktyp t.ex. friesern, andalusiern och lipizzanern var de som överlevde för att fortfarande användas vid hoven. Frieserhästen användes dock fortfarande som jordbrukshästar men fick snart konkurrens även där från tyngre kallblodshästar som exempelvis ardennerhästen från Belgien. Under slutet av 1800-talet var Friesern nära att dö ut helt. 

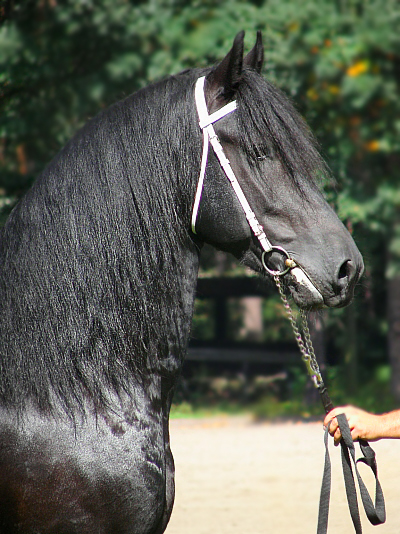
Huvudet på Friesern är ädelt med rak nosprofil, och hästarna har mycket tagel i man och pannlugg.

Uppfödarna märkte snart att intresset för friesern höll på att dö ut. Stamboken Friesch Paarden Stamboek startades 1 maj 1879 för rasen för att hålla kontroll på avelsmaterialet. Stamboken för friesern är idag Hollands äldsta stambok. Men intresset för travsporten hade exploderat i Europa och friesern utavlades nästan helt i snabbare raser för att öka snabbheten och få fram travhästar. År 1913 fanns bara 3 renrasiga registrerade frieserhingstar i Friesland. Med hjälp av ett ihärdigt avelsarbete räddades friesern under andra världskriget då bristen på fordon och drivmedel tvingade holländarna att gå tillbaka till hästar och kärror. Rasen avlades snabbt upp och redan 1954 fick det nybildade rassällskapet titeln "kungligt".
Frieserhästen har under alla tider varit utsatt för korsningar med andra hästraser för att få fram hästar med unikt utseende och speciella egenskaper. 1879, när man skapade stamboken, delade föreningen för frieserhästen upp sitt register för att även kunna registrera och bokföra korsningar med frieserhästen. Under början av 1900-talet ökade aveln av olika frieserkorsningar så mycket att man under 1907 ändrade reglerna i stamboken och de två registerna slogs ihop till ett enda. Detta höll ända fram till 1915 då man började oroa sig över renheten hos Frieserhästarna och deras hotade existens. Registret för korsningar öppnades åter igen och snart startades även en helt egen förening för frieserkorsningar.
På 1960-talet hamnade frieserhästarna åter igen i en djup kris. Jordbrukets rationalisering med bland annat införandet av traktorer hade gjort frieserhästen onödig som arbetshäst inom det nederländska jordbruket. 1965 fanns endast 500 ston införda i stamboken. Tack vare ett ökat välstånd och ett stigande intresse för ridning som fritidssyssla blev Friesern populär som ridhäst för både nöjesridning och ridsport. 
1992 startades Svenska Frieserhästföreningen (SFHF) men då fanns enbart cirka 10 frieserhästar i Sverige. Idag finns, trots rasens popularitet, enbart cirka 80 godkända avelshingstar runt om i världen och nästan all avel sker under uppsikt av KFPS i Nederländerna. I Sverige finns i år (2021) två godkända avelshingstar: Tymon 456 och Sipke 450. Trots att rasen är mycket populär och efterfrågan stor så avlas väldigt få frieserhästar. Frieserhästen är nu internationellt erkänd som sporthäst via WBFSH (World breeding federation of sport horses). Idag ligger antalet registrerade frieserhästar på runt 60 000 varav cirka 1000 finns i Sverige.

## Egenskaper

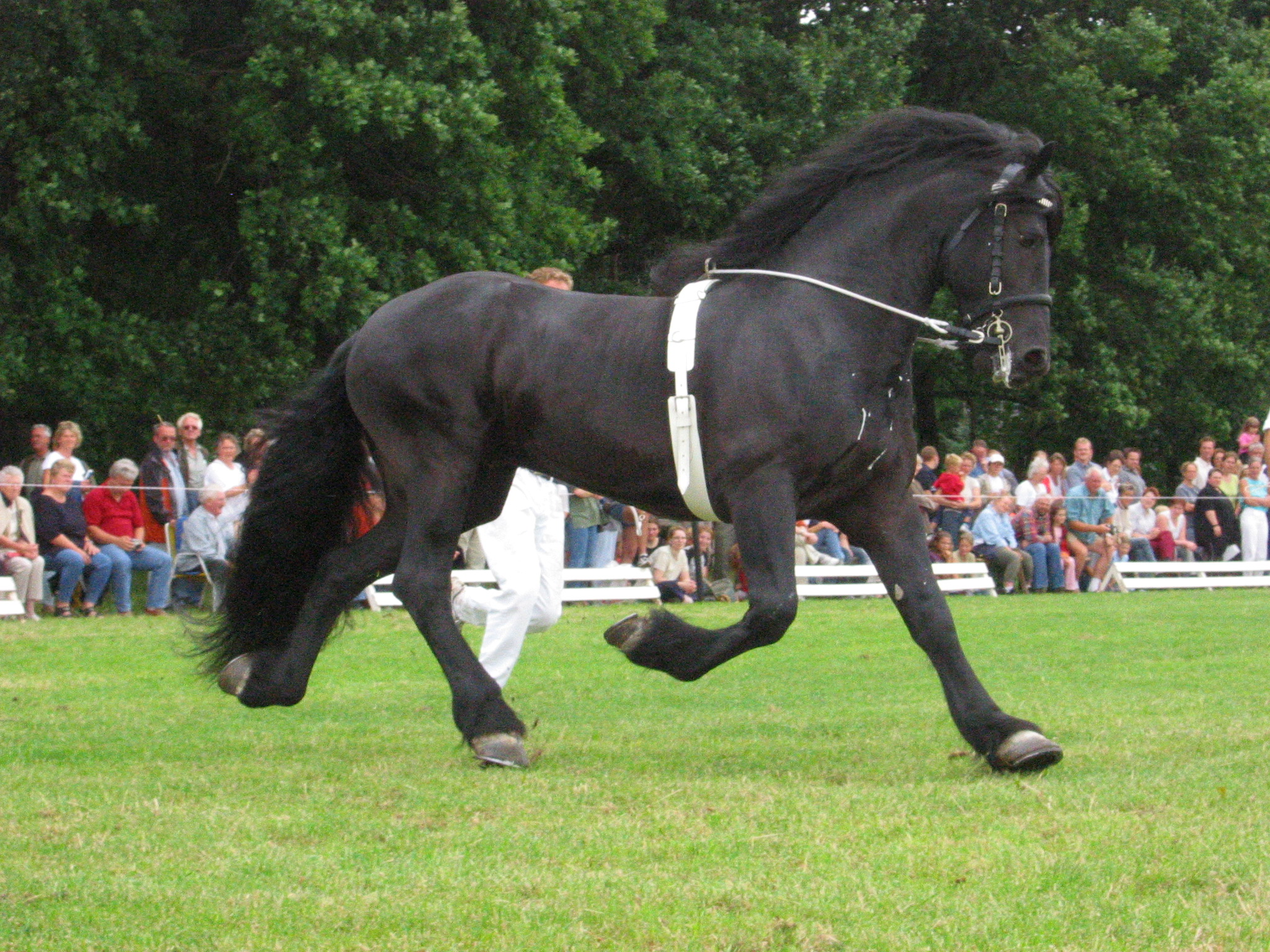
Frieserhästen är vacker med fina rörelser och populär som cirkushäst, dressyrhäst och inom olika uppvisningar

Den moderna frieserhästen utmärks av att den alltid är svart och har riktigt tjock och ofta vågig och fin man och svans. Frieserhästarna har även tydligt hovskägg på benen, något som är mycket ovanligt hos andra varmblodshästar. Inga vita tecken är tillåtna, utom väldigt små som vita hår i pannan eller en mycket liten stjärn i pannan. Vita tecken på benen är strikt förbjudna. 
Rasen har ett ganska långt huvud med korta öron men med en pigg och vänlig blick. Hästarna är högresta med en lätt högrektangulär byggnad och en lätt böjd hals. Frieserhästarna har utmärkta rörelser och framförallt en mycket uppmärksammad trav med hög benaktion och knälyft. 
Rasen är pigg med mycket framåtanda och är dessutom lättlärd vilket har gjort den väldigt populär som dressyrhäst och cirkushäst. Frieserhästar som korsats med fullblodshästar har visat sig vara utmärkta tävlingshästar och ända sedan 1986 har det blivit en vanlig syn att se ett fyrspann med Frieserhästar som drar en vagn utanför Harrods varuhus i London. Frieserhästen innehar även världsrekordet i spannkörning sedan början av 2000-talet då man körde ett spann draget av hela 40 frieserhästar.
Rasen är idag oerhört populär då de frisiska hästarna räknas som några av världens vackraste hästar med kunglig status. Frieserhästen har även fått en ny status som ridhäst och används ofta inom klassisk ridkonst, så kallad Barockridning. 

### Den gamla och den moderna typen
Idag pratar man om två olika typer av Frieserhästen och jämför ofta den gamla Friesern med den moderna. 
Den gamla typen var de Frieserhästar som avlades under sena 1800-talet och tidiga 1900-talet, som var tämligen kraftiga med relativt korta ben och inriktade på arbete inom jordbruket. Den "moderna" typen, är medvetet framavlad under det sena 1900-talet och är betydligt smäckrare, mycket mer högbent och även ädlare i sin exteriör. I själva verket är den "moderna" typen egentligen en återgång till hur Frieserhästarna såg ut och avlades på 1700-talet, då den användes som dragare framför paradvagnar och som kavallerihäst, vilket gör uttrycket modern något felaktigt. 
Idag finns båda typerna av Frieser och gränserna mellan dessa är väldigt vaga, och skillnaden minimal. Aveln av den moderna typen är dock dominerande runt om i världen, medan den gamla typen främst avlas av bönder i det gamla Friesland som fortfarande värnar om den lite kraftigare arbetshästen.

## Frisisk sporthäst

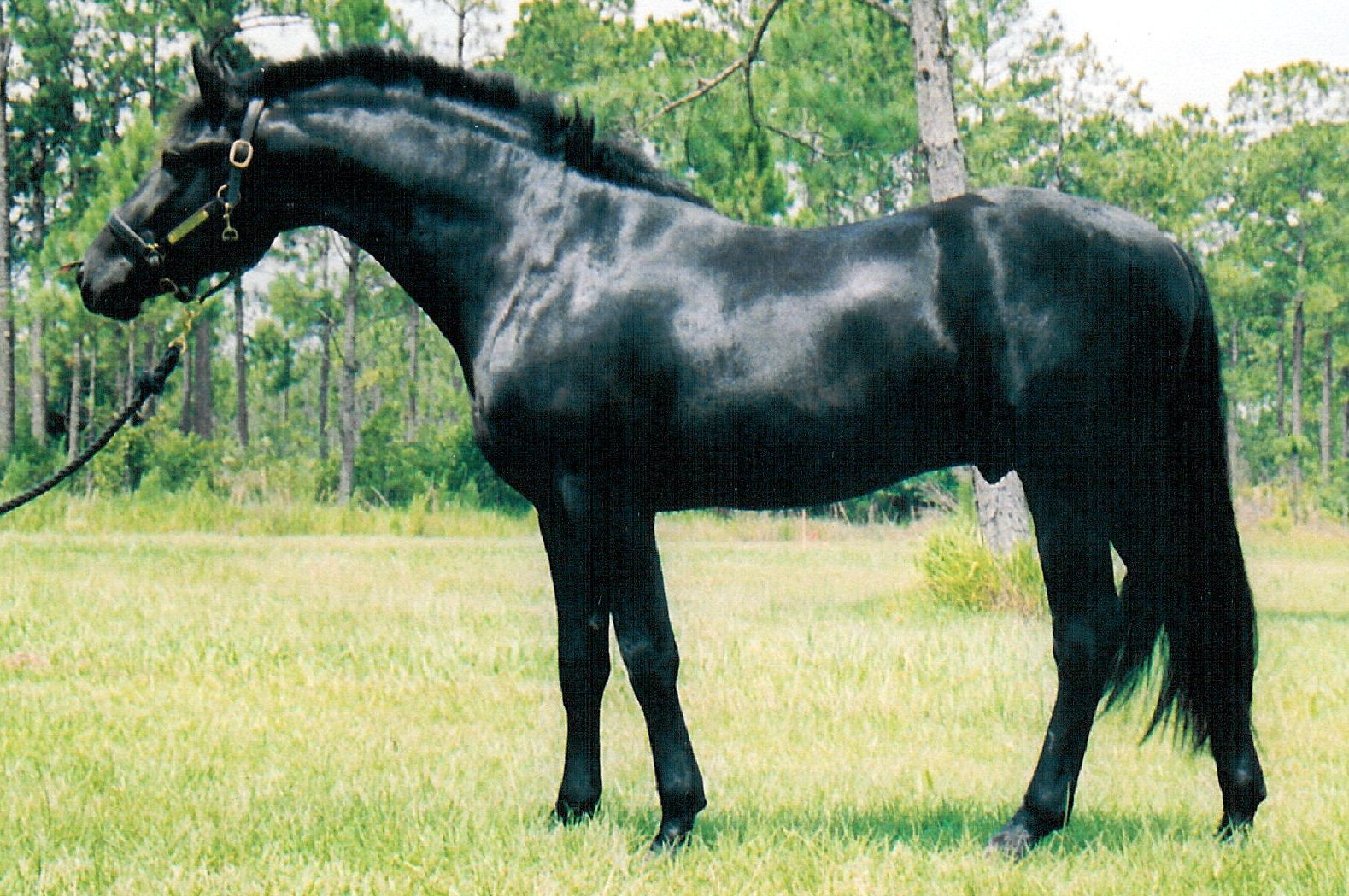
Den frisiska sporthästen är en lättare och mer atletisk variant som baseras på korsningar mellan Frieserhästar och olika raser exempelvis fullblodshästar och olika atletiska ponnyraser.

De senaste tio åren har korsningar med frieserhästar blivit riktigt vanliga och den frisiska sporthästen är en av de mest framträdande som räknas som en egen ras med egen förening (Friesian Sport Horse Registry) och en egen stambok. Föreningen har bland annat satt upp regler för vilka raser som får korsas med frieserhästen för att få registreras som friesisk sporthäst. De vanligaste raserna är engelskt fullblod, och arabiskt fullblod, men de flesta raser är tillåtna, även ponnyraser, så länge hästen uppfyller de krav på exteriör och egenskaper som satts upp av rasföreningarna. Numera tillåts inte korsningar i den holländska stamboken (Friesen Paarden Stamboek) medan vissa föreningar för frieserhästen gör det. För att bli godkänd som frisisk sporthäst krävs dock att hästen är minst 25 % frieser. 
Den frisiska sporthästen kan ha väldigt olika utseende och karaktär beroende på vilken ras som korsats in. Dock ska de vara lättare i typen och mer atletiska än frieserhästen, gärna med frieserhästens karaktärsenliga vågiga, långa tagel och svarta färg, dock är de flesta färger tillåtna. Hästarna är muskulösa och starka med en lätt böjd nacke och ett lugnt och lätthanterligt lynne. Genom korsningar med fullblodshästar och varmblodshästar får man en sportig häst, väl lämpad för ridsport som banhoppning och dressyr och blandningar med lättare hästraser som Morganhästar eller olika sorters ponnyer ger hästar som passar till fritidsridning eller som ridskolehästar. Idag är dock dessa olika korsningar rätt ovanliga och korsningar med arabiska fullblod har redan en egen avdelning hos föreningen för den frisiska hästen.

## Arab-frieser

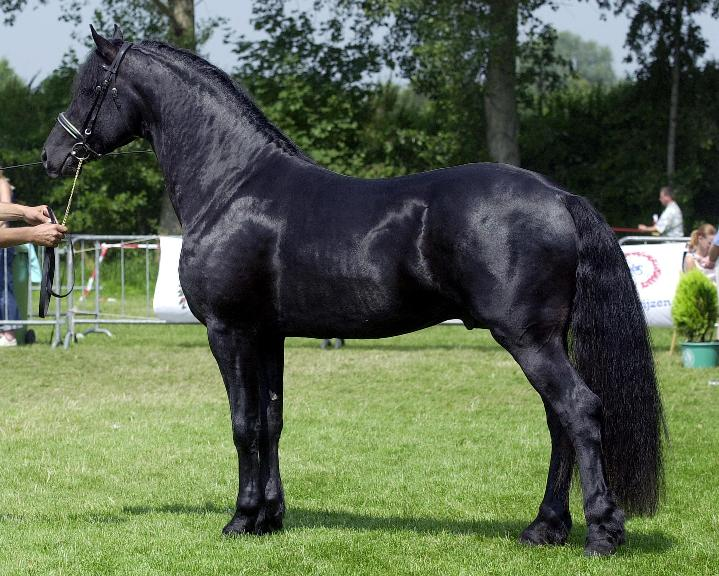
Dark Ynte är en av de främsta avelshingstarna som används i avel av Arab-friesern.

Arabiska fullblod användes i aveln av frieserhästarna redan under den spanska ockupationen av Nederländerna under det åttioåriga kriget 1568-1648. Lokala uppfödare av de frisiska hästarna tvingades att utavla friesern med spanska hingstar som hade arabiskt blod i sig. Resultatet var en mycket atletisk häst som sedan användes i aveln av både den ryska orlovtravaren och den amerikanska morganhästen. 
Under början av 1900-talet var frieserhästen hotad av utrotning och för att rädda rasen avlade man in tyngre hästar och marknadsförde Frieserhästen som en arbetshäst. Detta gjorde att hästen förlorade mycket av sin lungkapacitet. Under 1960-talet hade Frieserhästen nästan helt försvunnit ur ridsporten. Man försökte sig då på ytterligare utavel med arabiskt blod genom att korsa arabiska hingstar med utvalda frisiska ston. En av hingstarna man valde ut var en renrasig egyptisk arab vid namn Gharib. Han är idag den dominanta linjen i aveln av arab-friesern. 
Målet var att få fram en häst som var lite starkare, mer uthållig och med större hjärt- och lungkapacitet, medan man fortfarande behöll det frisiska utseendet och frieserhästens lugna temperament. Arab-friesern har idag en egen stambok och förening, EAFS (European Arabo-Friesian Studbook) där de kan registreras. Idealet är en häst som ser ut som en frieserhäst men med cirka 20 procent arabiskt blod i sig. Hästarna har ett något mer definierat huvud och lite mindre hovskägg. Arab-friesern har blivit mycket populär inom hästsporten och i Belgien har ett lag med arab-frieser vunnit det belgiska mästerskapet i körning åtta år i rad.